# Географія Гаїті
Гаїті — північноамериканська країна, що займає західну частину однойменного острова (26 % його площі) в групі Великих Антильських островів Карибського регіону . Загальна площа країни 27 750 км² (148-ме місце у світі), з яких на суходіл припадає 27 560 км², а на поверхню внутрішніх вод — 190 км². Площа країни трохи менша ніж площа Київської області України. 

## Етимологія
Офіційна назва — Республіка Гаїті, Гаїті (фр. Republique d'Haïti, Haïti; (гаїт. креол. Repiblik d Ayiti, Ayiti). Назва країни походить від назви однойменного острова Гаїті, назва якого з індіанських мов араваків і таїно перекладається як Висока гора, Гірська країна; або Кіскея — Мать Земля, Матір суходолу. Христофор Колумб 1492 року, коли відкрив острів, дав йому назву Еспаньйола, що означає Маленька Іспанія, бо його гористе північне узбережжя нагадувало йому Кастилію. 1697 року західна частина острова стала французьким володінням і отримала назву Сан-Домінго, тобто колонія Свята Воскресіння, а після проголошення 1804 року незалежності держава стала називатися за назвою острова — Гаїті.

## Географічне положення
Гаїті — північноамериканська острівна країна, що межує лише з однією державою, на сході з Домініканською Республікою (спільний кордон — 376 км). Загальна довжина державного кордону — 376 км. Острів Гаїті належить до групи Великих Антильських островів. Гаїті на півдні омивається водами Карибського моря, на півночі — водами Атлантичного океану. На заході протокою Мона відділена від острова Навасса (спірна з США територія) і Ямайки; Навітряною протокою (80 км) — від Куби. Загальна довжина морського узбережжя 1771 км, друге за довжиною серед карибських острівних країн після Куби.

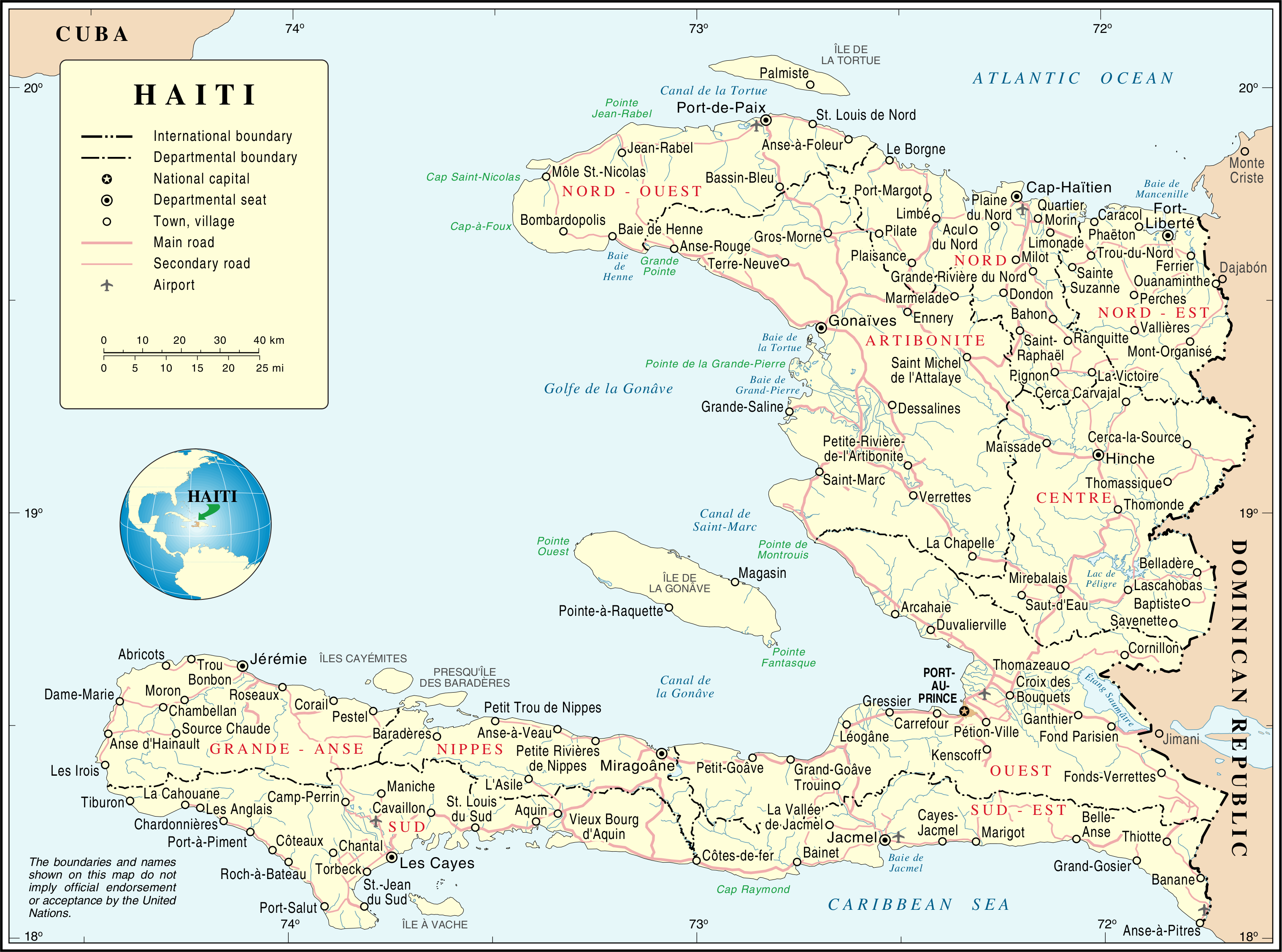
Карта Гаїті від ООН (англ.)
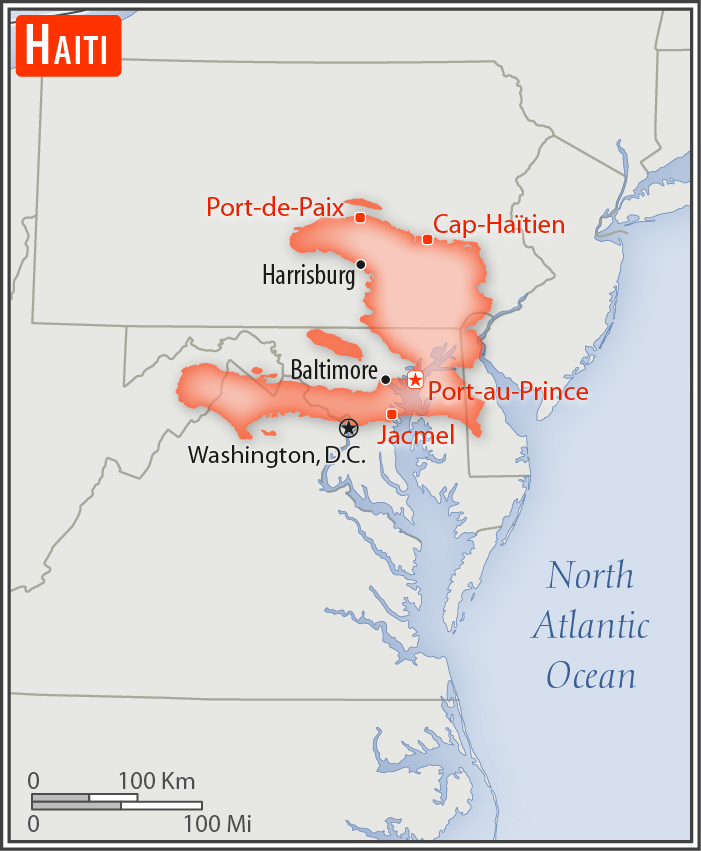
Порівняння розмірів території Гаїті та США
Морські кордони країн Карибського регіону

Згідно з Конвенцією Організації Об'єднаних Націй з морського права (UNCLOS) 1982 року, протяжність територіальних вод країни встановлено в 12 морських миль (22,2 км). Прилегла зона, що примикає до територіальних вод, в якій держава може здійснювати контроль необхідний для запобігання порушень митних, фіскальних, імміграційних або санітарних законів простягається на 24 морські милі (44,4 км) від узбережжя (стаття 33). Виключна економічна зона встановлена на відстань 200 морських миль (370,4 км) від узбережжя. Континентальний шельф — до можливих глибин експлуатації природних ресурсів.

### Час
Час у Гаїті: UTC-5 (-7 годин різниці часу з Києвом). Літній час 2016 року не вводився.

## Геологія
Приблизно 80 % території Гаїті складено осадовими, головним чином вапняковими, породами, інша частина — метаморфічними і вулканічними.

### Сейсмічність
14 серпня 2021 року, о 8:30 ранку, на Гаїті стався землетрус силою 7,2 бала. Епіцентр землетрусу перебував приблизно в 12 кілометрах на північний схід від Сен-Луї-дю-Сюду в південно-західній частині країни на глибині близько 10 кілометрів. Стихія зруйнувала понад 13 тисяч будинків. Загинуло майже 2200 чоловік, а число постраждалих перевалило за 12,2 тисячі.
6 червня 2023 року, перед світанком, на півдні Гаїті стався землетрус магнітудою 4,9 балів. Згідно повідомлення Геологічної служби США, епіцентр землетрусу знаходився поблизу південного прибережного міста Джеремі на глибині 10 кілометрів. Загинуло щонайменше троє людей, поранення отримали ще декілька осіб.

## Рельєф
Середні висоти — 470 м; найнижча точка — рівень вод Карибського моря (0 м); найвища точка — гора Ла-Селль (2680 м) на південному сході. З північного заходу на південний схід і з заходу на схід країну перетинають гірські хребти: Північний на півночі, Мато в центральній частині, Сель і Від на півдні. Середня висота гір 900—1050 м. Центральна і південна частини країни розділені западиною Кюль-де-Сак, до якої приурочене солоне озеро Соматр. Крім того, виділяються Північна рівнина, Центральне плато і западина найбільшої судноплавної річки острова — Артибоніта.

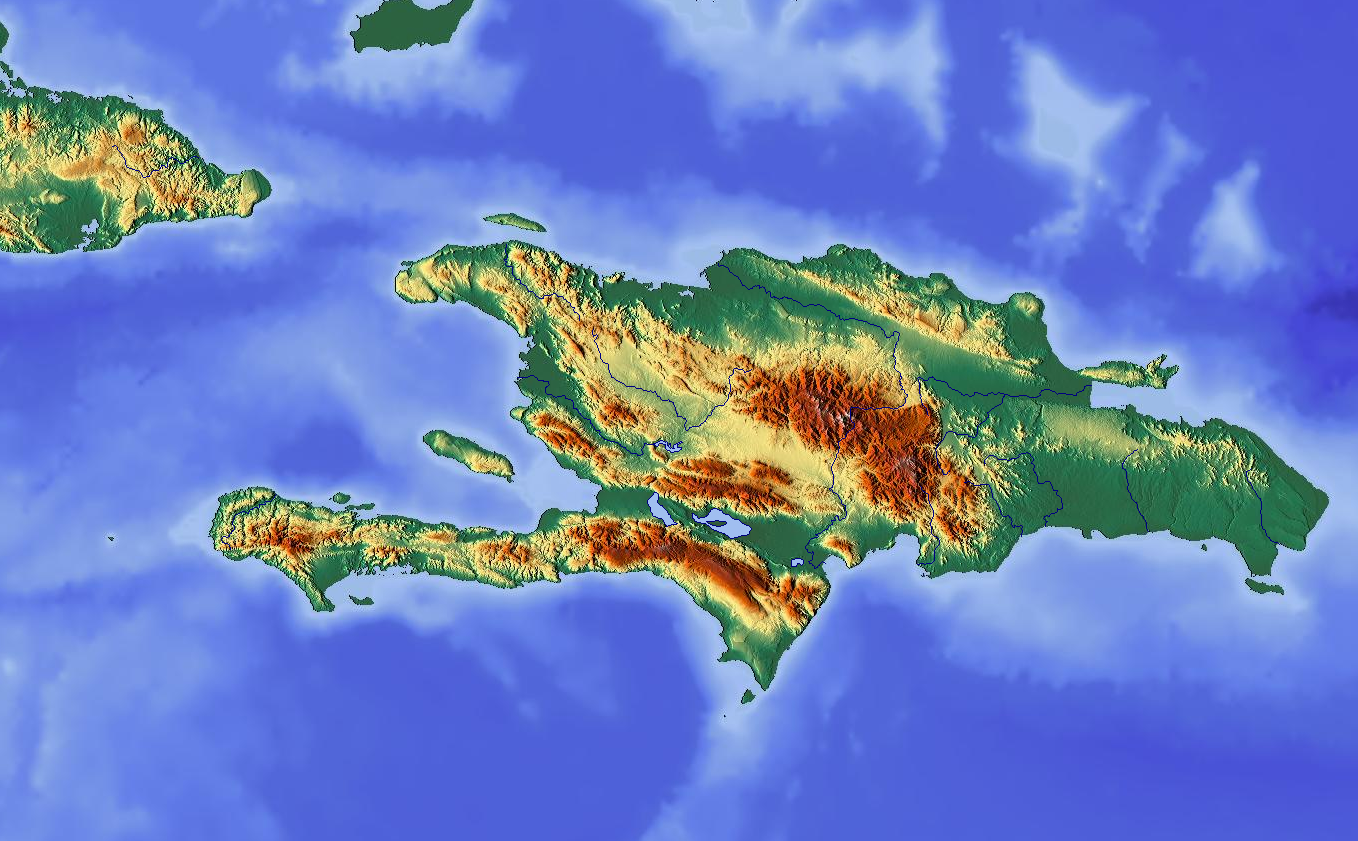
Рельєф острова Гаїті
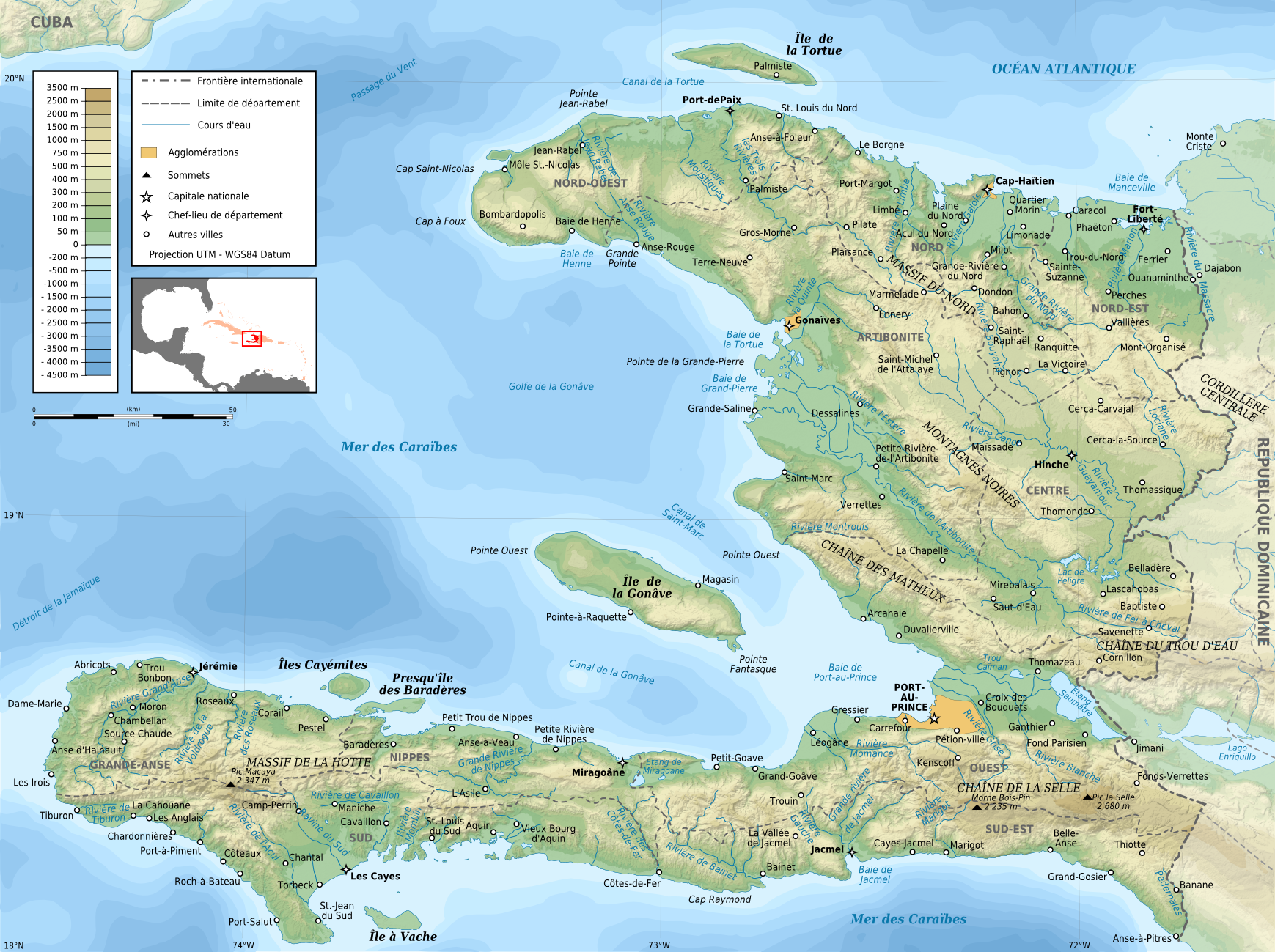
Рельєф Гаїті
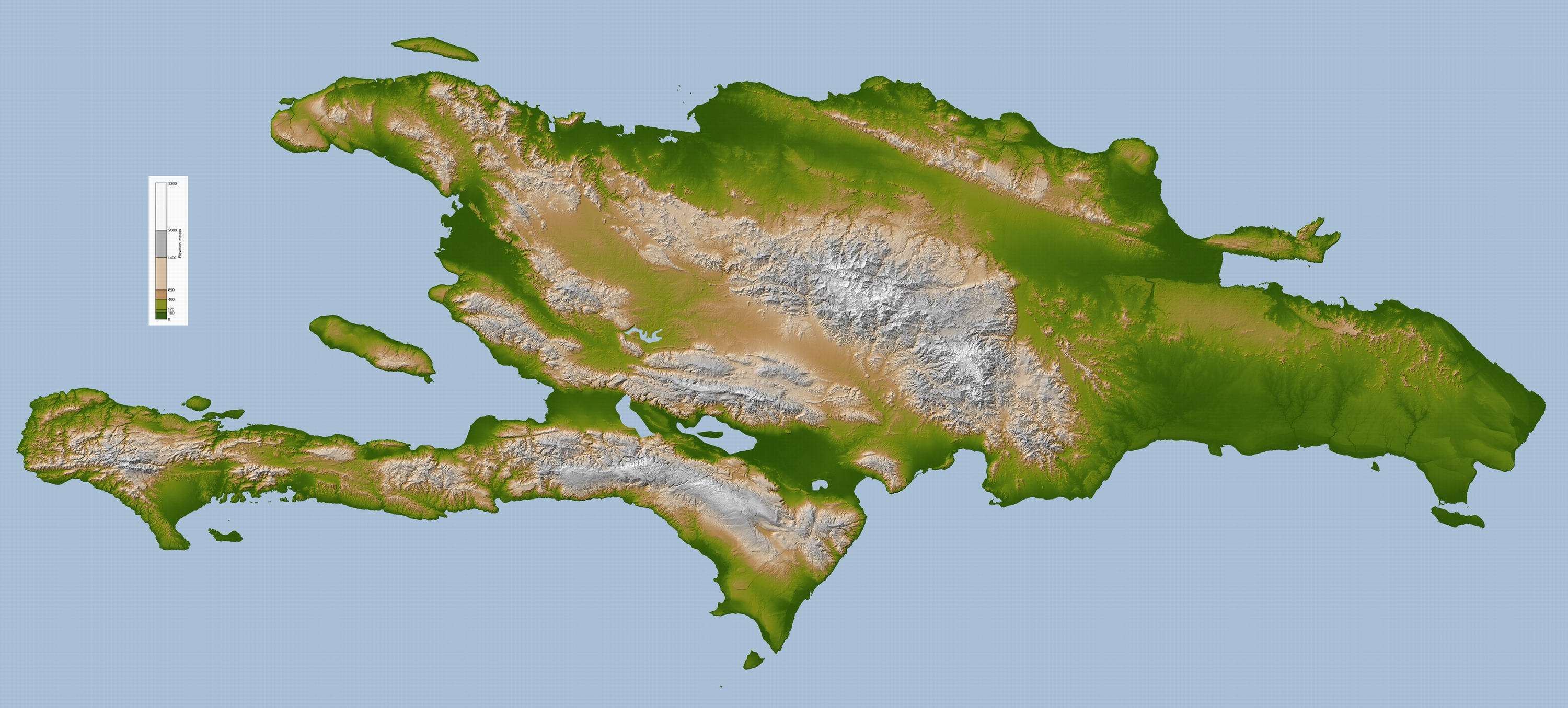
Рельєф острова Гаїті
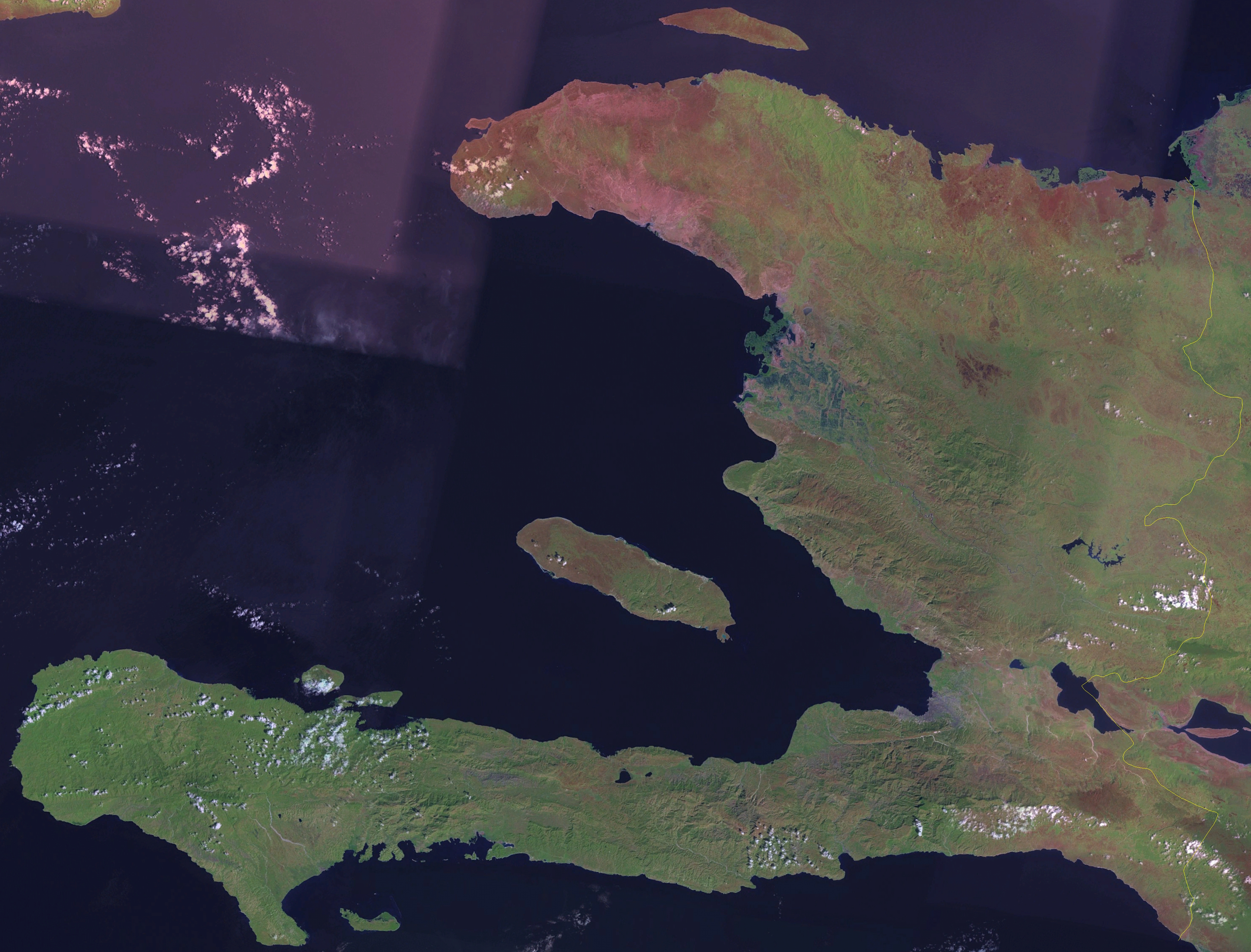
Супутниковий знімок поверхні країни

### Острови
Найбільші острови країни:
- Гонав (фр. Île de la Gonâve) — найбільший з островів, що знаходяться поблизу острова Гаїті. Лежить в затоці Гонаїв на північний захід від міста Порт-о-Пренс. Площа — 743 км². У таїно він називався Гуанабо (Guanabo). Колись був притулком піратів.
- Тортуґа (фр. Île de la Tortue — «черепаха», свою назву отримав за подібністю обрисів берегової лінії) — другий за величиною прибережний острів після Гонава. Розташований у північно-західного узбережжя острова Гаїті. У XVII столітті цей острів був центром піратської активності в Карибському морі, пізніше отримавши завдяки цьому популярність в літературних творах і фільмах. Площа — 180 км².
- Ваш (фр. Île à Vache — «Коровій острів») — невеликий зелений острів на південному заході від острова Гаїті. Загальна площа — 52 км².
- Острови Кайеміт (фр. Les Cayemites) — пара островів — Пті-Кайеміт (фр. Petite Cayemite) і Гранд-Кайеміт (фр. Grande Cayemite) — знаходяться в затоці Гонаїв у південно-західній частині острова Гаїті. Загальна площа 45 км².

## Клімат
Територія Гаїті лежить у тропічному кліматичному поясі. Увесь рік панують тропічні повітряні маси. Сезонний хід температури повітря чітко відстежується. Переважають східні пасатні вітри, достатнє зволоження (на підвітряних схилах відчувається значний дефіцит вологи). У теплий сезон з морів та океанів часто надходять тропічні циклони.
Країна має форму підкови, витягнутої в східному напрямку, і внутрішні області захищені горами від охолоджуючого впливу вітрів, що дмуть з океану. У Порт-о-Пренсі відзначаються максимальні для Вест-Індії середні річні температури +27 °C, при тому, що середня температура липня становить +29 °C. Сезонні коливання температур дуже незначні, а добові 11-17 °C. У гірських районах клімат більш прохолодний. Кількість опадів варіює залежно від локальних умов і експозиції місцевості по відношенню до пасатних вітрів. У деяких районах щорічно випадає до 2500 мм опадів, тоді як в довколишніх долинах всього 500 мм. Через високу випаровуваність і пористість ґрунтів значна частина Гаїті отримує менше 1250 мм опадів на рік і належить до семіаридних територій. Негативний вплив на клімат Гаїті здійснювали багаторічні вирубки лісу (особливо інтенсивні після 1960 року). У результаті стало випадати менше опадів і зафіксовано підвищення температури повітря. За рік на Гаїті спостерігається два дощових сезони: з квітня по червень і з вересня по листопад.

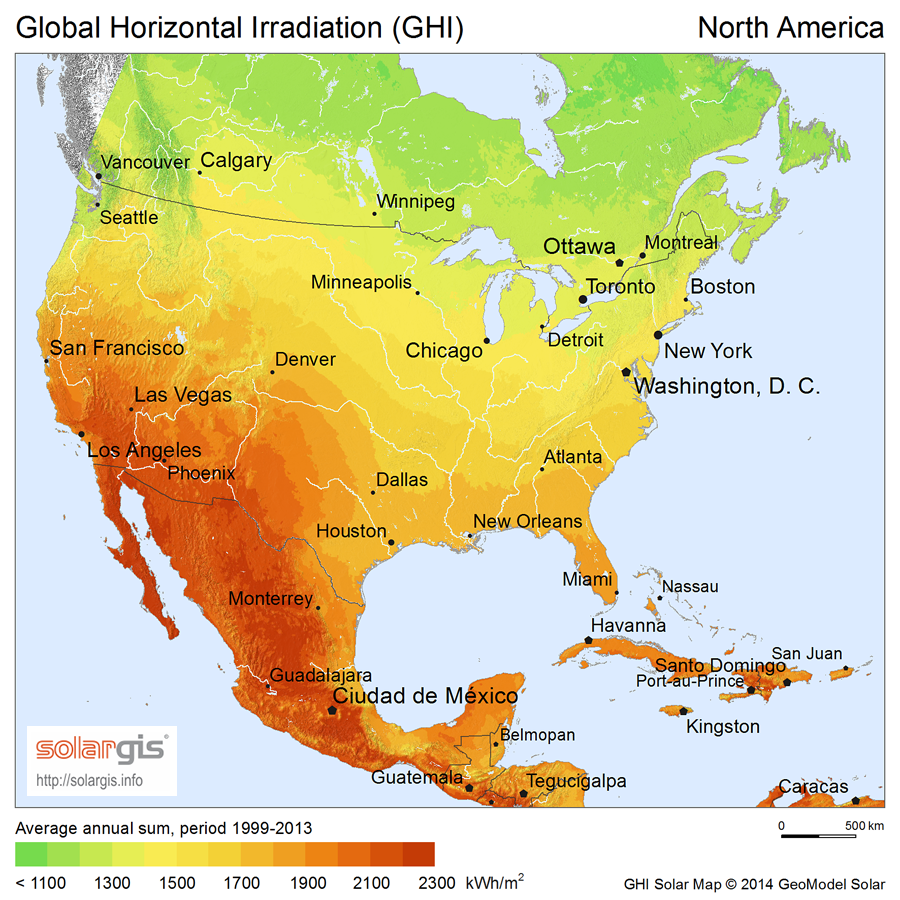
Сонячна радіація (англ.)
Кліматична карта Гаїті (за Кеппеном)

Гаїті є членом Всесвітньої метеорологічної організації (WMO), в країні ведуться систематичні спостереження за погодою.

## Внутрішні води

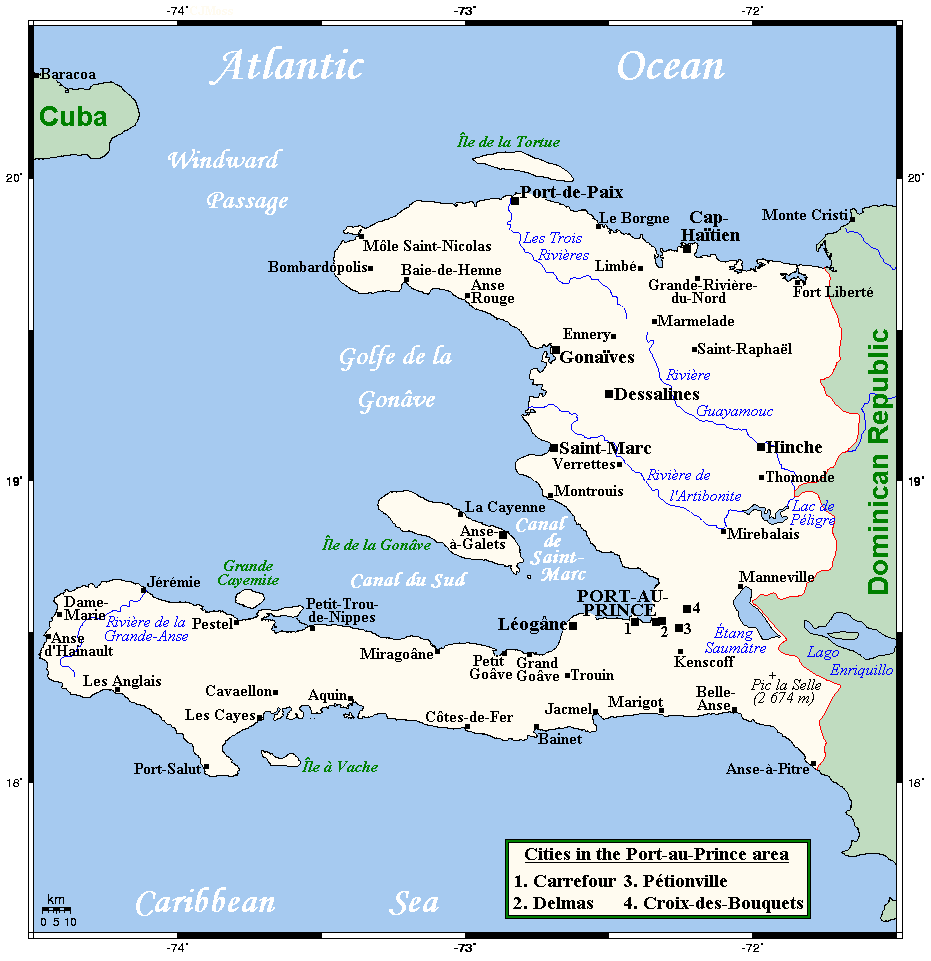
Гідрографічна мережа Гаїті
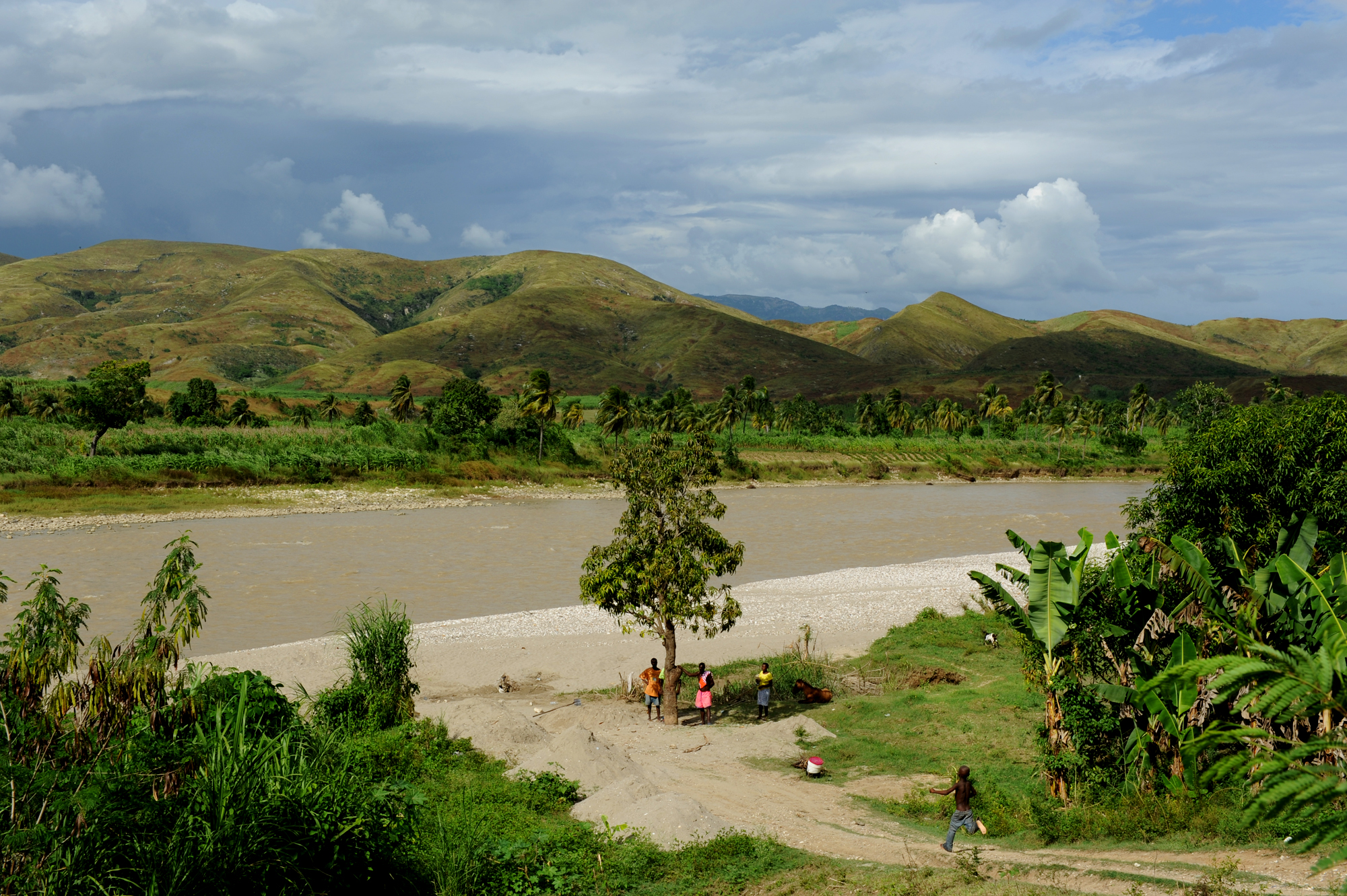
Річка Артибоніт

### Річки
Річки країни належать басейну Атлантичного океану. Більшість річок країни — гірські, невеликі. Головна річка — Артибоніт, що бере початок у західній частині Домініканської Республіки, протікає переважно по території республіки Гаїті і впадає в затоку Гонаїв. Артибоніт є найдовшою річкою всього острова Гаїті. У долині річки Артибоніт знаходиться основний район обробітку зернових культур в респубіці.

### Озера
У країні два великих озера: прісноводне Плігр і солоне Соматр.

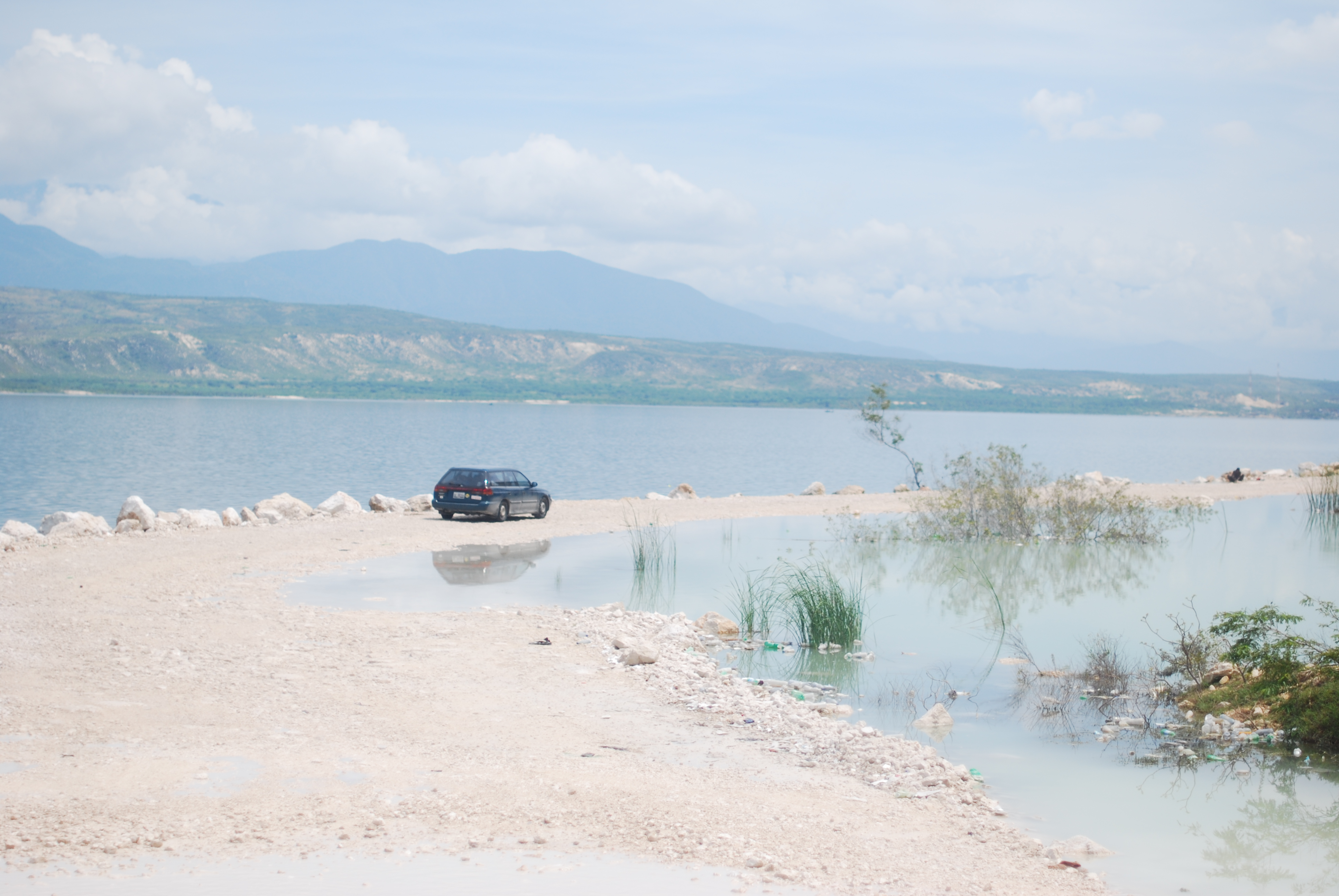
Озеро Соматр
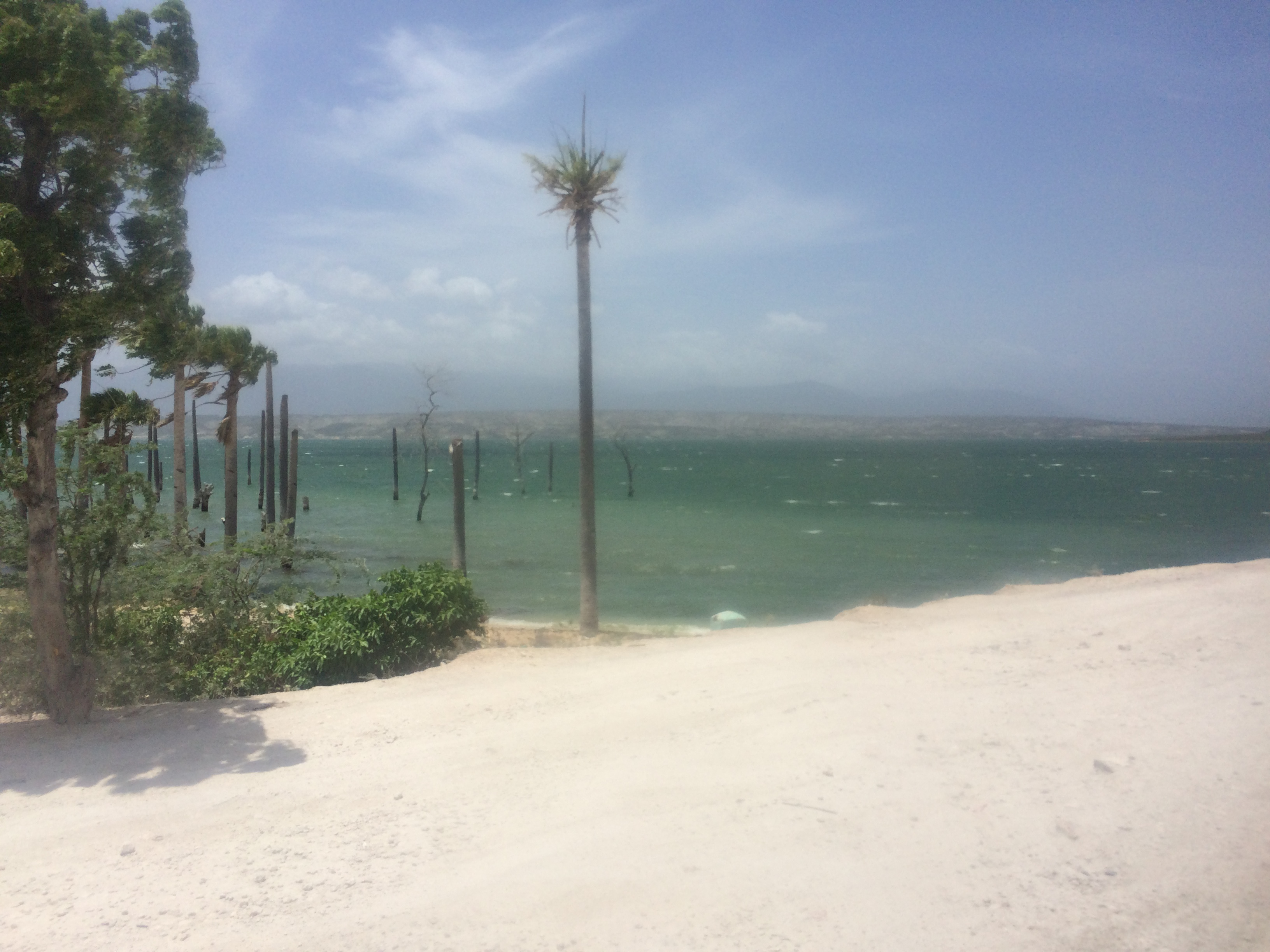
Солоне озеро Соматр
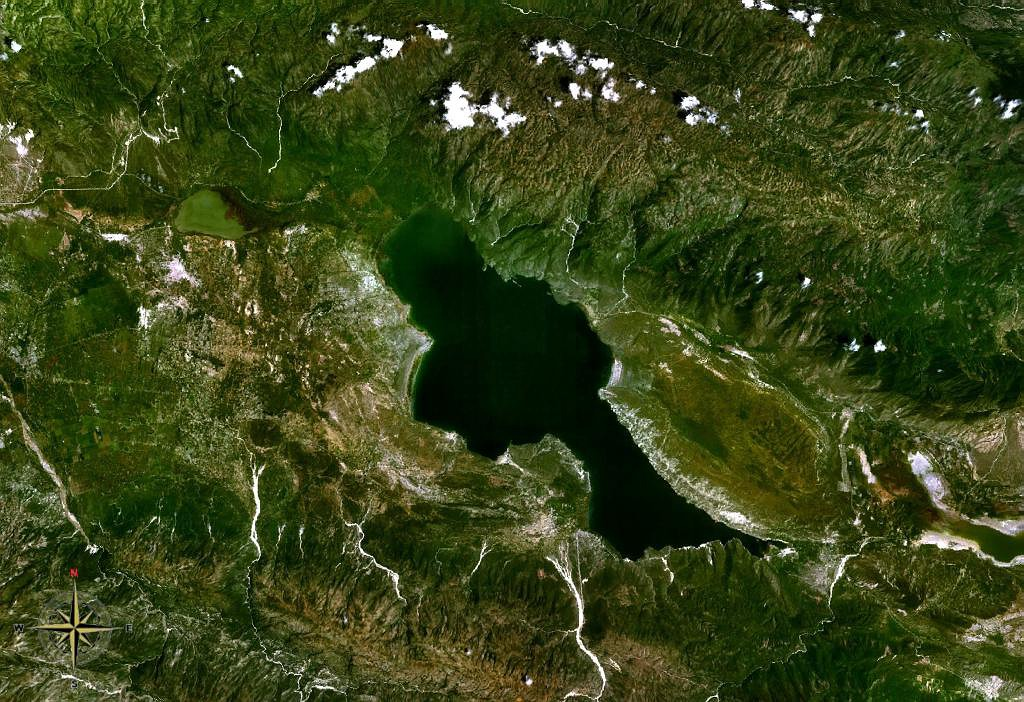
Озеро Соматр з космосу

## Ґрунти
Ґрунти країни: коричнево-червоні і гірські коричнево-червоні фералітизовані (спостерігається підвищений вміст заліза).

## Рослинність
Рослинність країни надзвичайно багата. У західних і внутрішніх районах колись росли густі листопадні ліси і чагарники, на найбільш високих гірських хребтах — хвойні твердолисті ліси. Здебільшого остаточно винищені. Зустрічаються кілька видів пальм, найбільш поширені — королівська і кокосова; священне дерево мапу і антильский дуб, що сягали 30 м у висоту. Цінні породи, червоне дерево, кампешеве і палісандрове, майже не збереглися. Більше 5 тис. різновидів рослин, включно з більш ніж 600 папоротей і 300 орхідей, декілька видів кактусів. Переважає стійка до посухи та засолення ксерофітна рослинність. Рівнини і підвітряні схили зайняті кактусами, які часто утворюють ліси, чагарниковими молочаями, заростями пальми-сабаль. Деякі ділянки узбережжя покриті мангровими болотами, а внутрішні долини — саванами з поодинокими соснами. У більш вологих місцевостях, переважно на півдні, ростуть дерева, типові для дощового тропічного лісу (акажу, дальбергія, зантоксилум, гваякум), а в горах — сосни. Зустрічаються здичавілі авокадо, апельсин і манго.

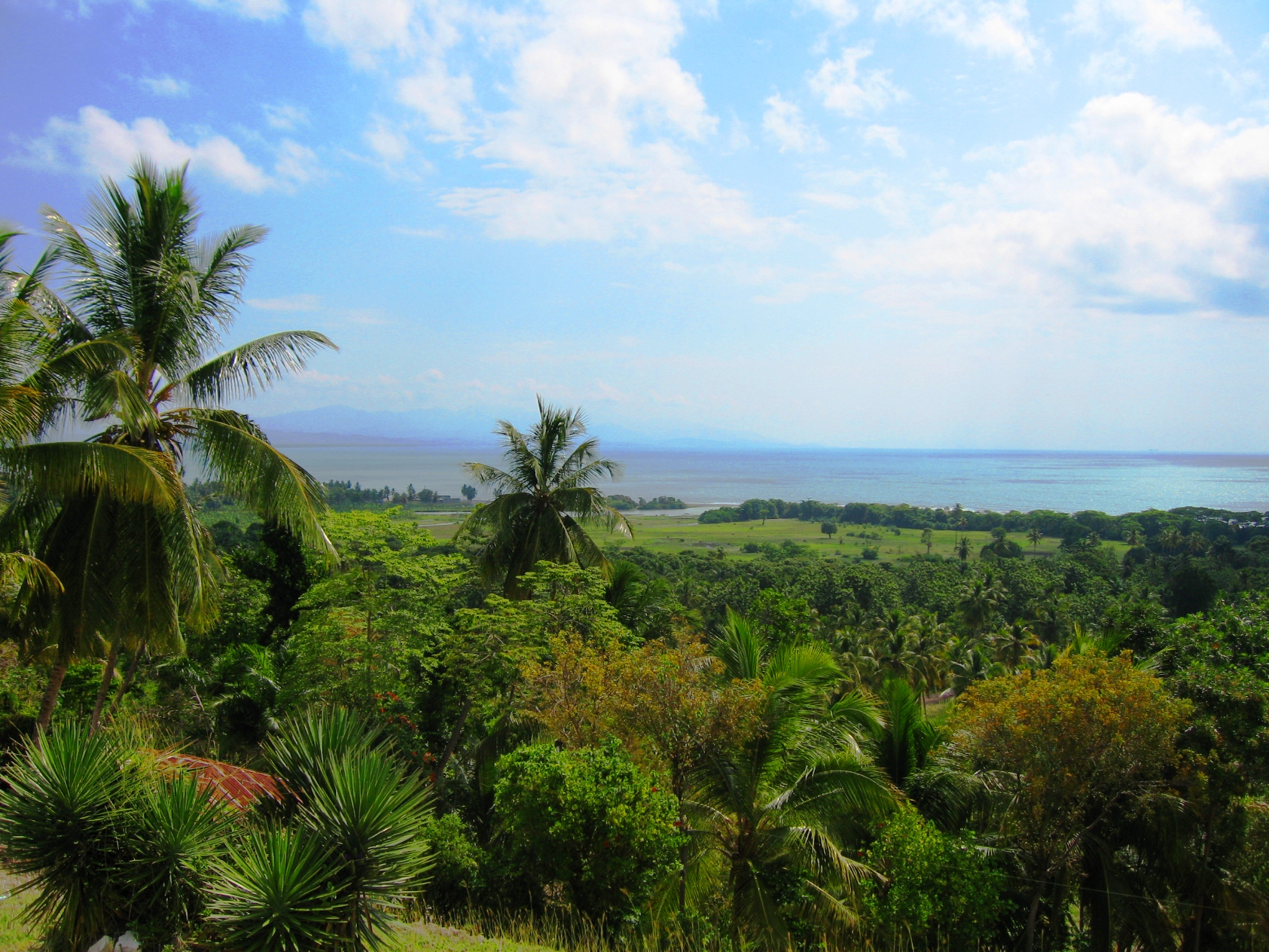
Лісові ландшафти Гаїті

## Тваринний світ
У зоогеографічному відношенні територія країни належить до Антильської підобласті Неотропічної області. Тваринний світ Гаїті зазнав значного впливу з боку людини, і багато видів тварин були знищені. В невеликих кількостях зустрічаються каймани і невеликі ящірки, фламінго та інші представники тропічної фауни. Найбільші ссавці — агуті й мангусти. У прибережних водах багато морських черепах, тропічних риб, креветок. Також на острові поширені качки, чотири види диких голубів.

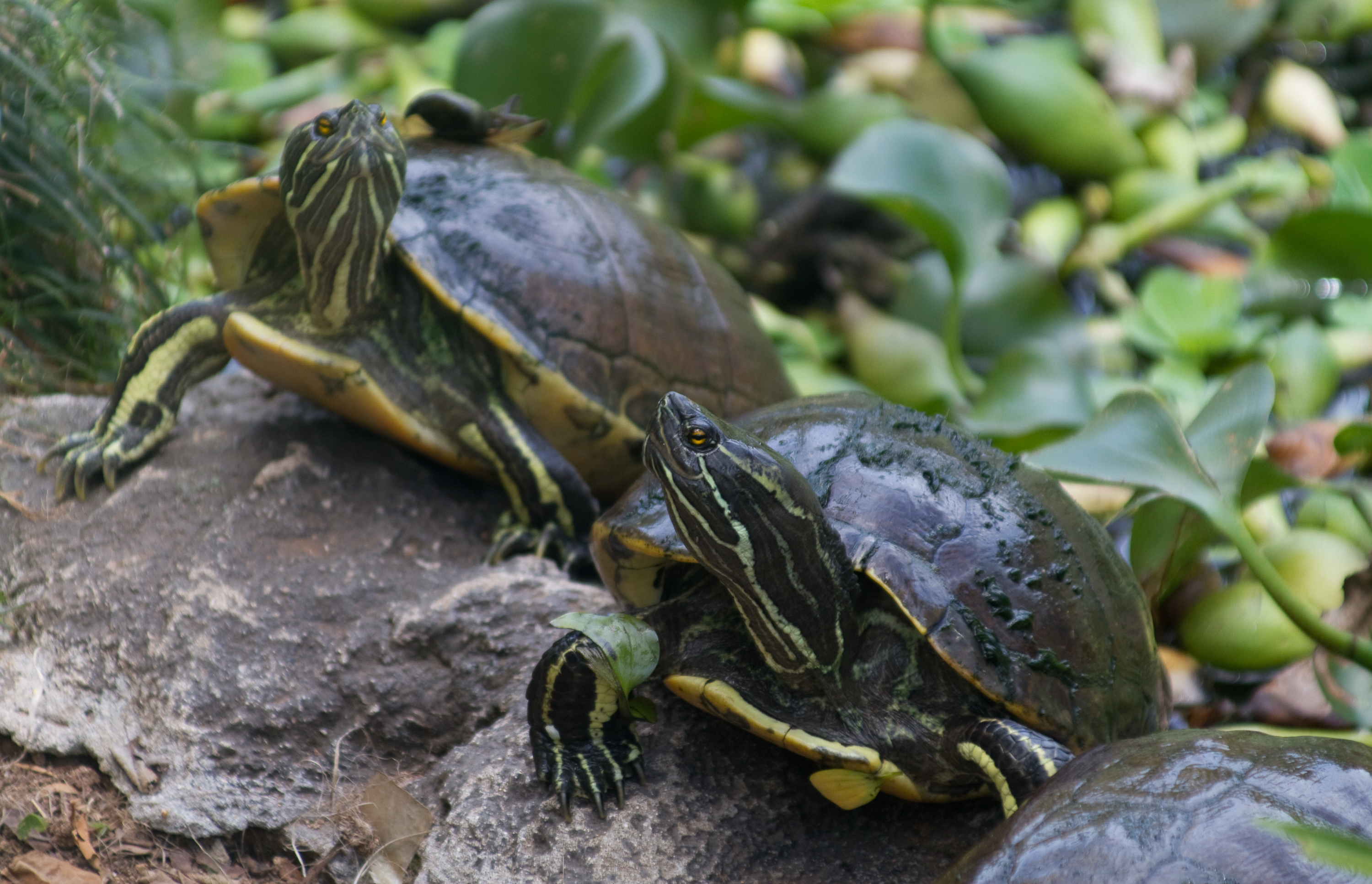
Червоновуха черепаха прикрашена
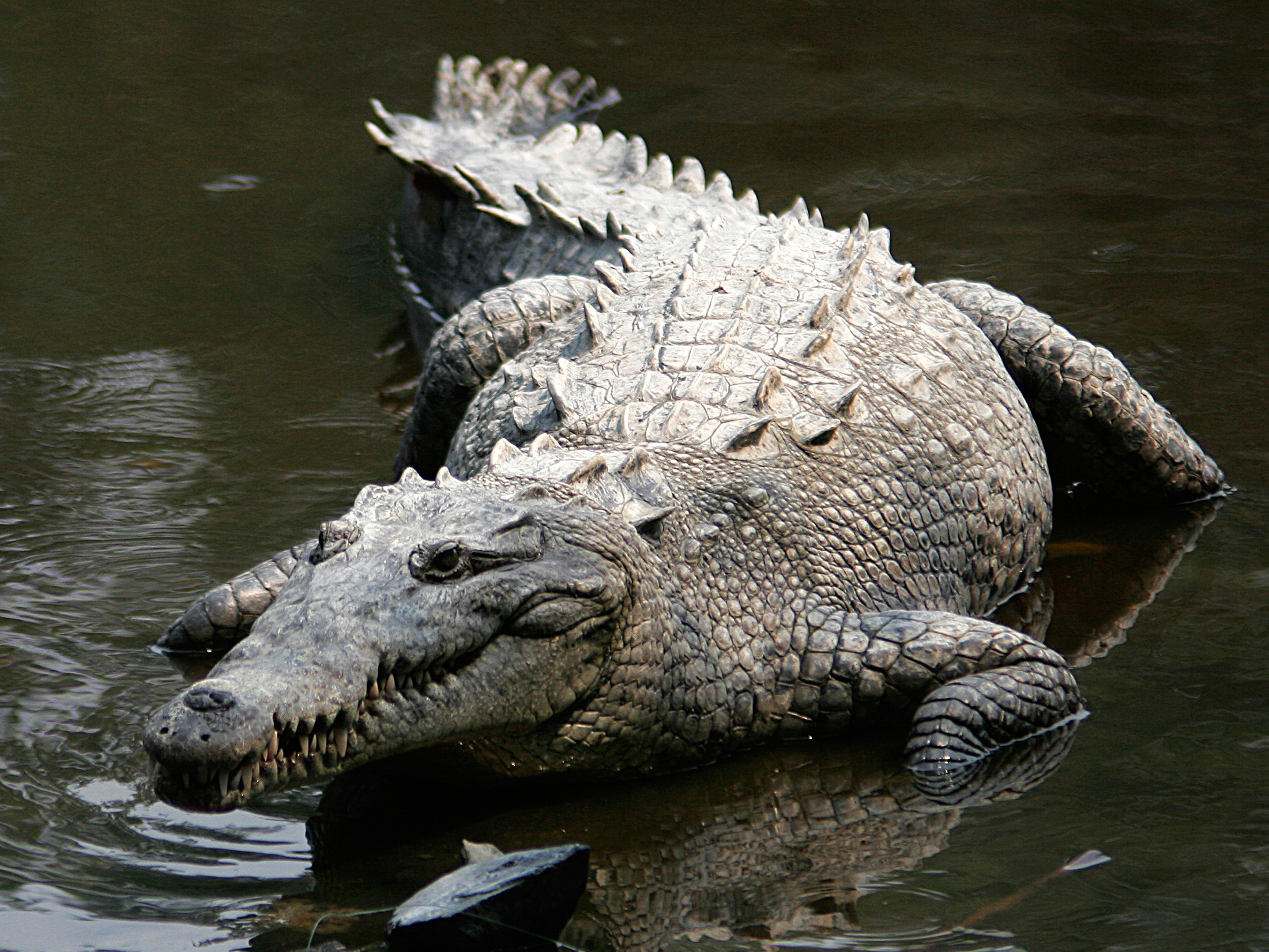
Гостромордий крокодил

## Стихійні природні явища
На території країни спостерігаються небезпечні природні явища і стихійні лиха: острів лежить на шляху проходження карибських ураганів з червня по жовтень; нечасті повіді і землетруси; періодичні посухи.

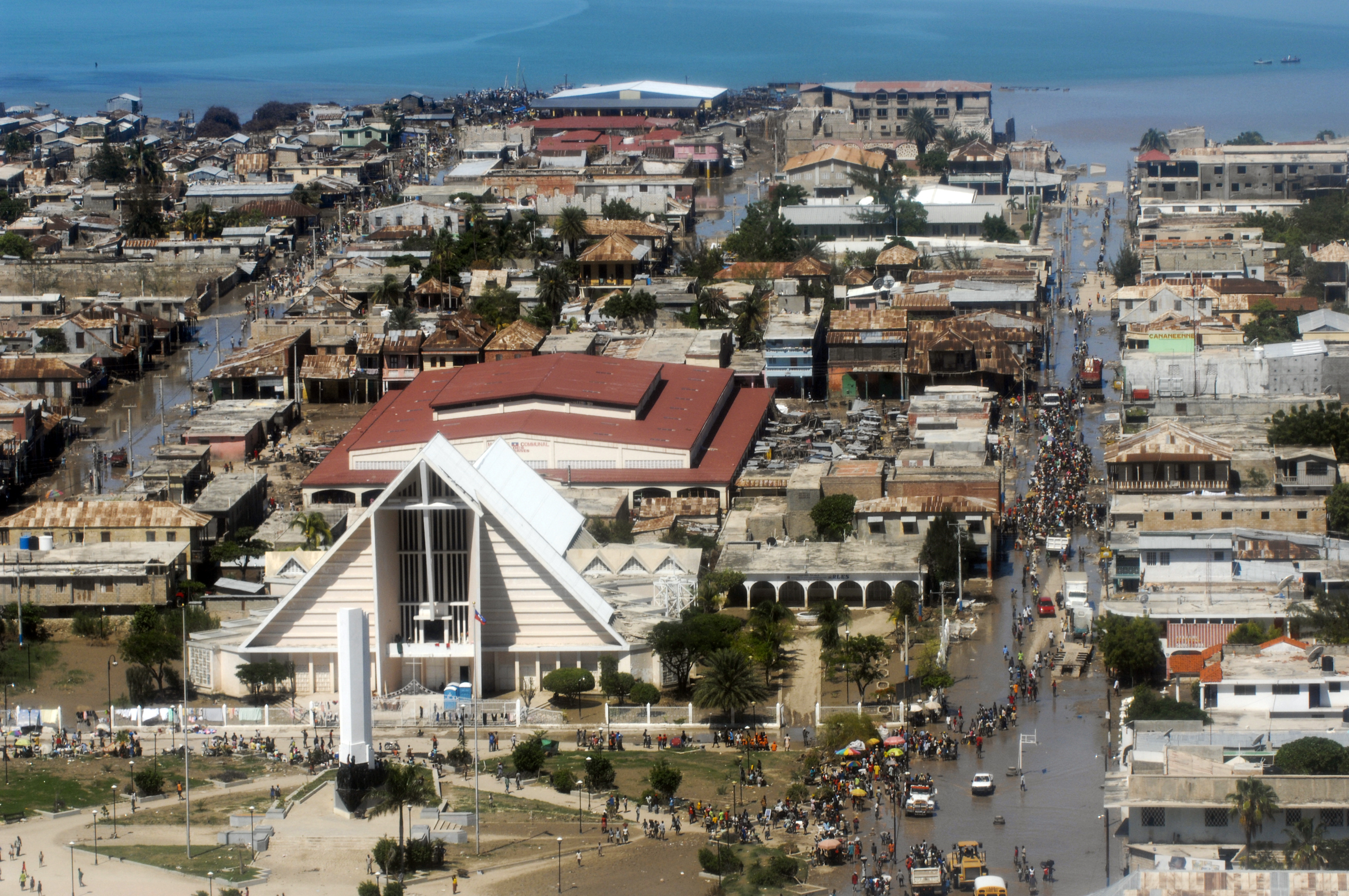
Жителі Гаїті відновлюють свої будинки після урагану Айк

## Природні ресурси

### Мінеральні ресурси
Надра Гаїті багаті на ряд корисних копалин: боксити, мідь, кальцит, золото, мармур, лігніт (бурого вугілля).

### Водні ресурси
Загальні запаси відновлюваних водних ресурсів (ґрунтові і поверхневі прісні води) становлять 14,03 км³. Станом на 2012 рік в країні налічувалось 970 км² зрошуваних земель.

### Земельні ресурси
Земельні ресурси Гаїті (оцінка 2011 року):
- придатні для сільськогосподарського обробітку землі — 66,4 %,
  - орні землі — 38,5 %,
  - багаторічні насадження — 10,2 %,
  - землі, що постійно використовуються під пасовища — 17,7 %;
- землі, зайняті лісами і чагарниками — 3,6 %;
- інше — 30 %[1].

## Охорона природи
Серед екологічних проблем варто відзначити:
- тотальне знеліснення, майже усі ліси зведені під сільськогосподарські потреби й на паливо;
- ерозію ґрунтів;
- недостатні запаси питної води.

Гаїті є учасником ряду міжнародних угод з охорони навколишнього середовища:
- Конвенції про біологічне різноманіття (CBD),
- Рамкової конвенції ООН про зміну клімату (UNFCCC),
- Кіотського протоколу до Рамкової конвенції,
- Конвенції ООН про боротьбу з опустелюванням (UNCCD),
- Конвенції з міжнародного морського права,
- Лондонської конвенції про запобігання забрудненню моря скиданням відходів,
- Конвенції з охорони морських живих ресурсів,
- Монреальського протоколу з охорони озонового шару[1].

Урядом країни підписані, але не ратифіковані міжнародні угоди щодо: Базельської конвенції протидії транскордонному переміщенню небезпечних відходів.

## Фізико-географічне районування
У фізико-географічному відношенні територію Гаїті можна розділити на _ райони, що відрізняються один від одного рельєфом, кліматом, рослинним покривом: .

### Українською
- Атлас світу / голов. ред. І. С. Руденко ; зав. ред. В. В. Радченко ; відп. ред. О. В. Вакуленко. — К. : ДНВП «Картографія», 2005. — 336 с. — ISBN 9666315467.
- Атлас. 7 клас. Географія материків і океанів / Укладачі О. Я. Скуратович, Н. І. Чанцева. — К. : ДНВП «Картографія», 2014.
- Бєлозоров С. Т. Географія материків. — К. : Вища школа, 1971. — 371 с.
- Барановська О. В. Фізична географія материків і океанів : навч. посіб. для студентів ВНЗ : [у 2 ч.]. — Н. : Ніжинський державний університет ім. Миколи Гоголя, 2013. — 306 с. — ISBN 978-617-527-106-3.
- Гаїті // Гірничий енциклопедичний словник : [у 3-х тт.] / за ред. В. С. Білецького. — Д. : Східний видавничий дім, 2004. — Т. 3. — 752 с. — ISBN 966-7804-78-X.
- Дубович І. А. Країнознавчий словник-довідник. — 5-те вид., перероб. і доп. — К. : Знання, 2008. — 839 с. — ISBN 978-966-346-330-8.
- Економічна і соціальна географія країн світу. Навчальний посібник / За ред. Кузика С. П. — Л. : Світ, 2002. — 672 с. — ISBN 966-603-178-7.
- Панасенко Б. Д. Фізична географія материків : навч. посіб. : в 2 ч. — В. : ЕкоБізнесЦентр, 1999. — 200 с.
- Юрківський В. М. Регіональна економічна і соціальна географія. Зарубіжні країни: Підручник. — 2-ге. — К. : Либідь, 2001. — 416 с. — ISBN 966-06-0092-5.

### Англійською
- (англ.) Graham Bateman. The Encyclopedia of World Geography. — Andromeda, 2002. — 288 с. — ISBN 1871869587.
- (англ.) Donovan, Steven K.; Jackson, Trevor A. (1994). Caribbean Geology: An Introduction. University of West Indies. с. 289. ISBN 9764100333.

### Російською
- (рос.) Гаити // Латинская Америка. Энциклопедический справочник [в 2-х тт.] / Главный редактор В. В. Вольский. — М. : Советская энциклопедия, 1979. — Т. 1. А-К. — 576 с.
- (рос.) Авакян А. Б., Салтанкин В. П., Шарапов В. А. Водохранилища. — М. : Мысль, 1987. — 326 с. — (Природа мира)
- (рос.) Алисов Б. П., Берлин И. А., Михель В. М. Курс климатологии [в 3-х тт.] / под. ред. Е. С. Рубинштейн. — Л. : Гидрометеоиздат, 1954. — Т. 3. Климаты земного шара. — 320 с.
- (рос.) Апродов В. А. Вулканы. — М. : Мысль, 1982. — 368 с. — (Природа мира)
- (рос.) Апродов В. А. Зоны землетрясений. — М. : Мысль, 2010. — 462 с. — (Природа мира) — ISBN 978-5-244-01122-7.
- (рос.) Букштынов А. Д., Грошев Б. И., Крылов Г. В. Леса. — М. : Мысль, 1981. — 316 с. — (Природа мира)
- (рос.) Власова Т. В. Физическая география материков. С прилегающими частями океанов. Евразия, Северная Америка. — 4-е, перераб. — М. : Просвещение, 1986. — 417 с.
- (рос.) Гвоздецкий Н. А. Карст. — М. : Мысль, 1981. — 214 с. — (Природа мира)
- (рос.) Гвоздецкий Н. А., Голубчиков Ю. Н. Горы. — М. : Мысль, 1987. — 400 с. — (Природа мира)
- (рос.) Географический энциклопедический словарь: географические названия / под. ред. А. Ф. Трёшникова. — 2-е изд., доп. — М. : Советская энциклопедия, 1989. — 585 с. — ISBN 5-85270-057-6.
- (рос.) Дорст Ж. Центральная и Южная Америка. — М. : Прогресс, 1977. — 318 с. — (Континенты, на которых мы живем)
- (рос.) Дроздов Н. Н., Мяло Е. Г. Биогеография мира: Учебник. — М. : Высшая школа, 1985. — 272 с.
- (рос.) Исаченко А. Г., Шляпников А. А. Ландшафты. — М. : Мысль, 1989. — 504 с. — (Природа мира) — ISBN 5-244-00177-9.
- (рос.) Каплин П. А., Леонтьев О. К., Лукьянова С. А., Никифоров Л. Г. Берега. — М. : Мысль, 1991. — 480 с. — (Природа мира) — ISBN 5-244-00449-2.
- (рос.) Словарь современных географических названий / под общей редакцией акад. В. М. Котлякова. — Екатеринбург : У-Фактория, 2006.
- (рос.) Литвин В. М., Лымарев В. И. Острова. — М. : Мысль, 2010. — 288 с. — (Природа мира) — ISBN 978-5-244-01129-6.
- (рос.) Лобова Е. В., Хабаров А. В. Почвы. — М. : Мысль, 1983. — 304 с. — (Природа мира)
- (рос.) Максаковский В. П. Географическая картина мира. Книга I: Общая характеристика мира. — М. : Дрофа, 2008. — 495 с. — ISBN 978-5-358-05275-8.
- (рос.) Максаковский В. П. Географическая картина мира. Книга II: Региональная характеристика мира. — М. : Дрофа, 2009. — 480 с. — ISBN 978-5-358-06280-1.
- (рос.) Гаити // Поспелов Е. М. Топонимический словарь. — М. : АСТ, 2005. — 229 с. — ISBN 5-17-016407-6.
- (рос.) География / под ред. проф. А. П. Горкина. — М. : Росмэн-Пресс, 2006. — 624 с. — (Современная иллюстрированная энциклопедия) — ISBN 5-353-02443-5.
- (рос.) Физико-географический атлас мира. — М. : Академия наук СССР и ГУГК СССР, 1964. — 298 с.
- (рос.) Энциклопедия стран мира / глав. ред. Н. А. Симония. — М. : НПО «Экономика» РАН, отделение общественных наук, 2004. — 1319 с. — ISBN 5-282-02318-0.